# Аскарьян, Гурген Ашотович
Гурге́н Ашо́тович Аскарья́н (арм. Գուրգեն Ասկարյան, 14 декабря 1928 — 2 апреля 1997) — советский и российский физик-теоретик, доктор физико-математических наук.

## Биография
Родился 14 декабря 1928 года в армянской семье врачей. Окончив школу с золотой медалью, Гурген подал документы на физический факультет Московского университета. И, когда пришло время специализации, он выбрал отделение строения вещества, которым заведовал академик Скобельцын. Там готовили специалистов по физике атомного ядра.
Будучи студентом третьего курса, высказал очень важную идею, обещавшую новые возможности регистрации заряженных элементарных частиц. Он провёл несложные предварительные расчёты и пришёл к выводу, что такое устройство вполне осуществимо. Но он не получил должной поддержки, и его замысел так и не был претворён в жизнь. Он не опубликовал своего предложения и ограничился тем, что обсудил его с несколькими физиками.
Дипломную работу выполнял на кафедре академика И. М. Франка. Он предложил новый способ регистрации заряженных частиц, дающий возможность не только фиксировать прохождение заряженной частицы, но и получить изображение её трека в измерительном устройстве. В него входила прозрачная люминесцирующая среда, в которой проходящая частица оставляет за собой светящийся след. Изображение этого следа воспроизводилось на флюоресцирующем экране электронно-оптического преобразователя. Предложение было высоко оценено специалистами, но попыток к его реализации Аскарьян не делал. Тем не менее идея дипломной работы вместе с несостоявшимся проектом пузырьковой камеры в какой-то мере определила уже тогда его репутацию как незаурядного физика.
В октябре 1952 года зачислен в аспирантуру Института химической физики АН СССР. Его научным руководителем стал академик Я. Б. Зельдович. В предварительных разговорах Аскарьян рассказал ему о своём проекте пузырьковой камеры. Зельдович довольно скептически отнёсся к идее и сказал, что на этом пути вряд ли можно ожидать успеха. Через некоторое время, устройство, которое он предлагал, было реально создано американским физиком Дональдом Артуром Глазером, который независимо пришёл к такой же идее и осуществил её в 1952 году. Пузырьковая камера существенно расширила возможности наблюдения в физике элементарных частиц.
В декабре 1961 года, через несколько месяцев после защиты кандидатской диссертации, он послал в печать работу, которая была посвящена воздействию лазерного излучения на среду.
Подводя итог, он писал: 
«Интересно отметить, что ионизующее, тепловое и разделяющее воздействие луча интенсивной радиации на среду может быть настолько сильным, что создастся перепад свойств среды в луче и вне луча, что вызовет волноводное распространение луча и устранит геометрическую и дифракционную расходимости — это интересное явление можно назвать самофокусировкой электромагнитного луча».
В течение двух лет после появления статья Аскарьяна с предсказанием эффекта самофокусировки не привлекала большого внимания. Затем, однако, положение резко изменилось. В 1964 году в журнале «Physical Review Letters» была опубликована работа одного из создателей квантового генератора Ч. Х. Таунса с сотрудниками, в которой также рассмотрен эффект самофокусировки.
Статья Таунса, не прошла мимо внимания читателей и вызвала всеобщий интерес. Таунс не читал работы Аскарьяна, но в дальнейшем, узнав о ней, всегда на неё ссылался. Однако не все авторы последовали этому примеру. К тому времени, когда Аскарьян подал заявку на открытие, явлением самофокусировки заинтересовались многие физики. В числе учёных, занявшихся этой проблемой, кроме уже упомянутого Таунса, был ещё один из создателей квантовой электроники, академик А. М. Прохоров. Вместе со своими сотрудниками (А. Л. Дышко и В. Н. Луговым) он опубликовал несколько работ, в которых были исследованы важные процессы, характерные для самофокусировки.
Группа Прохорова поставила под сомнение приоритет Аскарьяна в открытии самофокусировки и высказала возражения против описанной Аскарьяном волноводной картины самофокусировки. Всё это Прохоров изложил в письме, направленном в Комитет по делам изобретений и открытий. В 1971 году Аскарьян получил диплом на открытие эффекта самофокусировки, а Прохоров и Луговой — на открытие многофокусной структуры.
В 1982 году несколько лабораторий выделились из ФИАНа и образовали Институт общей физики АН СССР (ИОФАН). Директором его стал академик Прохоров. В числе лабораторий, составивших ИОФАН, оказалась и лаборатория физики плазмы, в которой работал Аскарьян. Конфликт по поводу открытия самофокусировки мало повлиял или совсем не повлиял на отношения между Прохоровым как директором и Аскарьяном как сотрудником.
Гурген Аскарьян оставил после себя труды по физике плазмы, нелинейной оптике и акустике, взаимодействию лазерного излучения с веществом, физике высоких энергий. Теоретическое предсказание эффекта самофокусировки света и светогидравлического эффекта, а также явления аномального поглощения мощного СВЧ-излучения в плазме, положило начало нелинейной электродинамики плазмы.

## Награды
- Ленинская премия (1988),
- Государственная премия Украинской ССР в области науки и техники (1971)[4],
- Государственная премия Украины в области науки и техники (1992).